# Beskid Mały

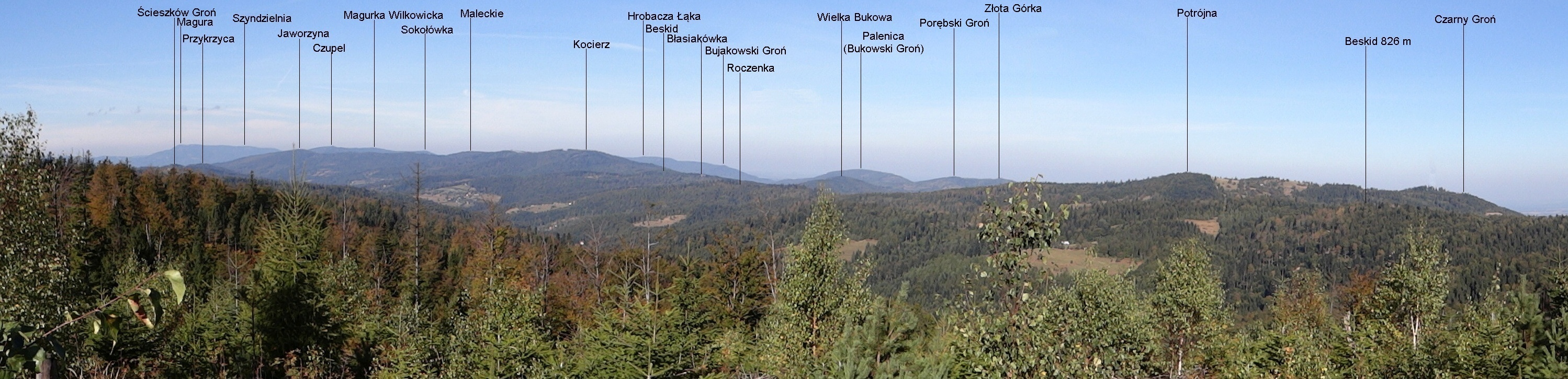
Północno-zachodnia część Beskidu Andrychowskiego

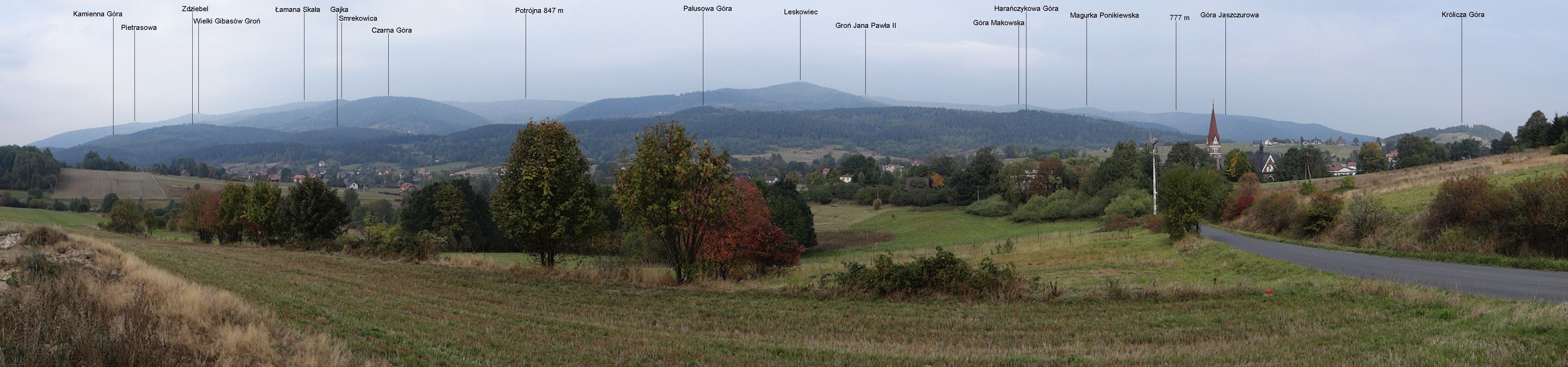
Widok z Krzeszowa na Pasmo Łamanej Skały

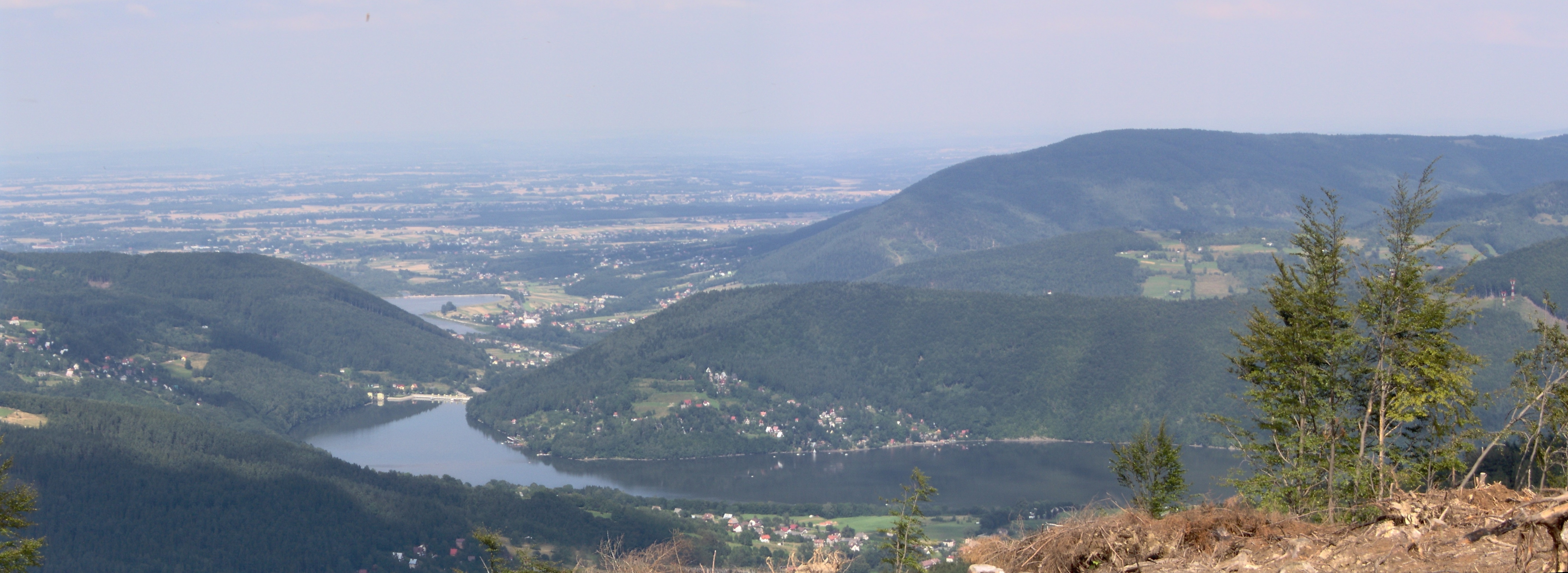
Przełom Soły (Jezioro Międzybrodzkie i Czanieckie)

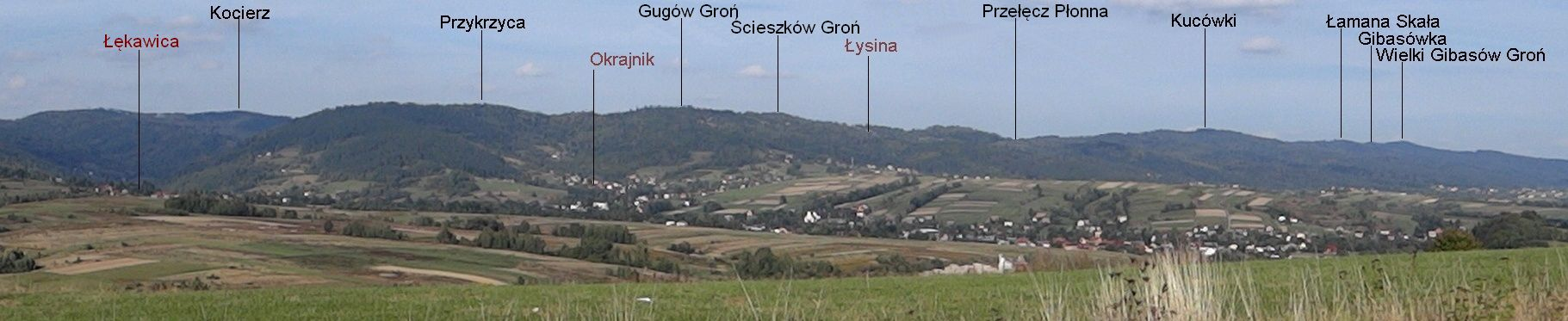
Pasmo Łysiny

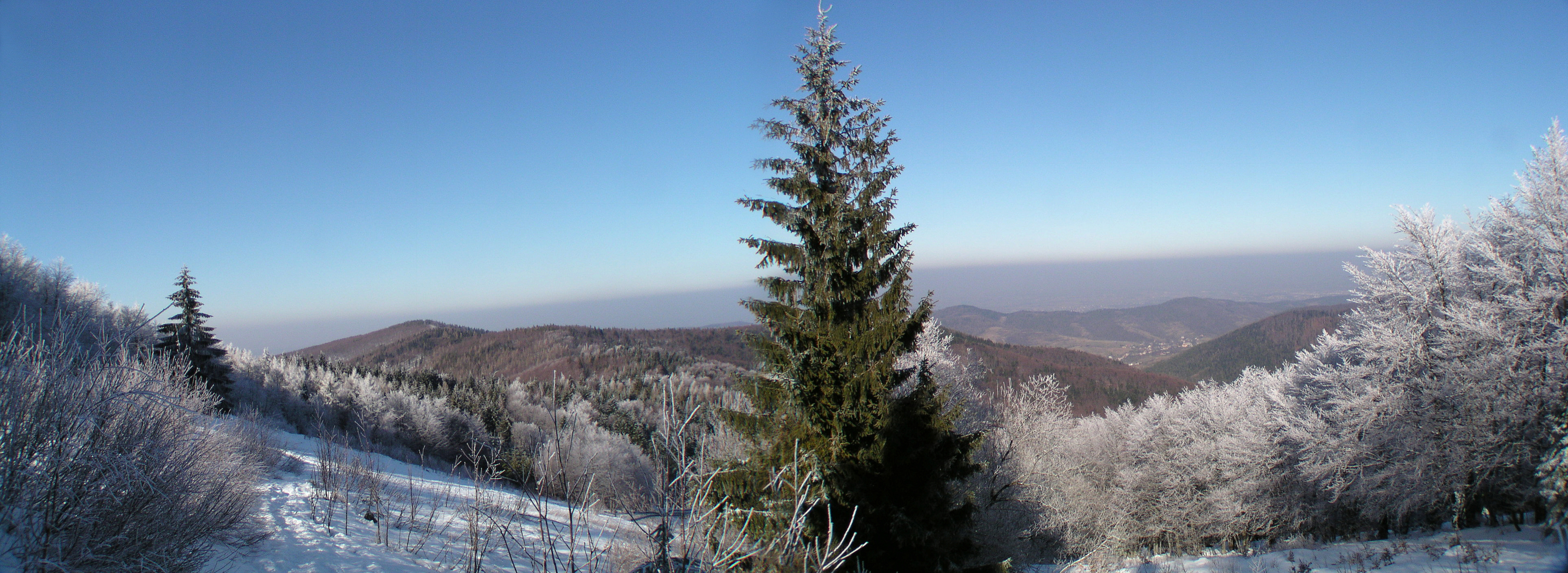
Zimowy widok z Gronia Jana Pawła II

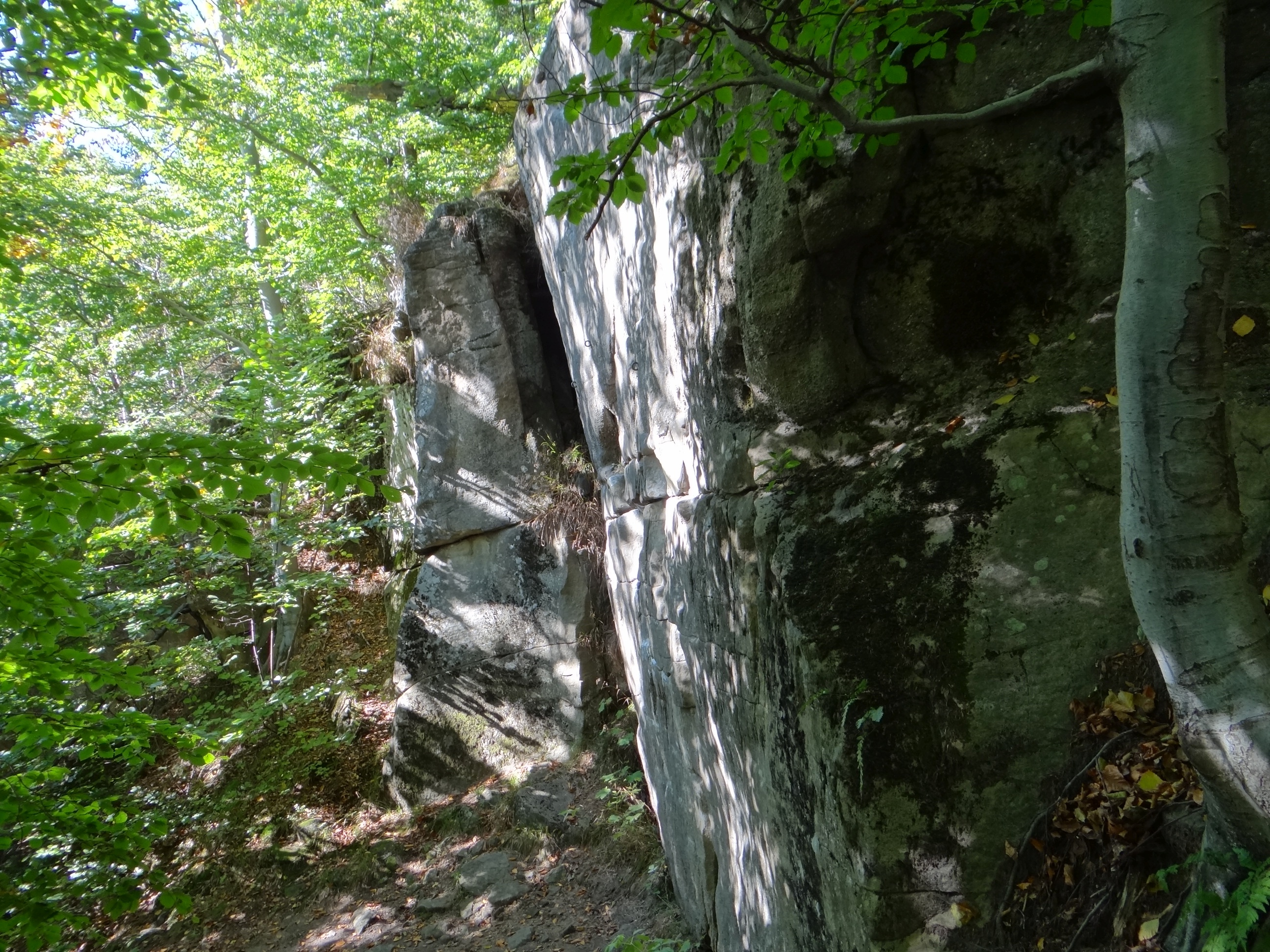
Zamczysko na Łysinie

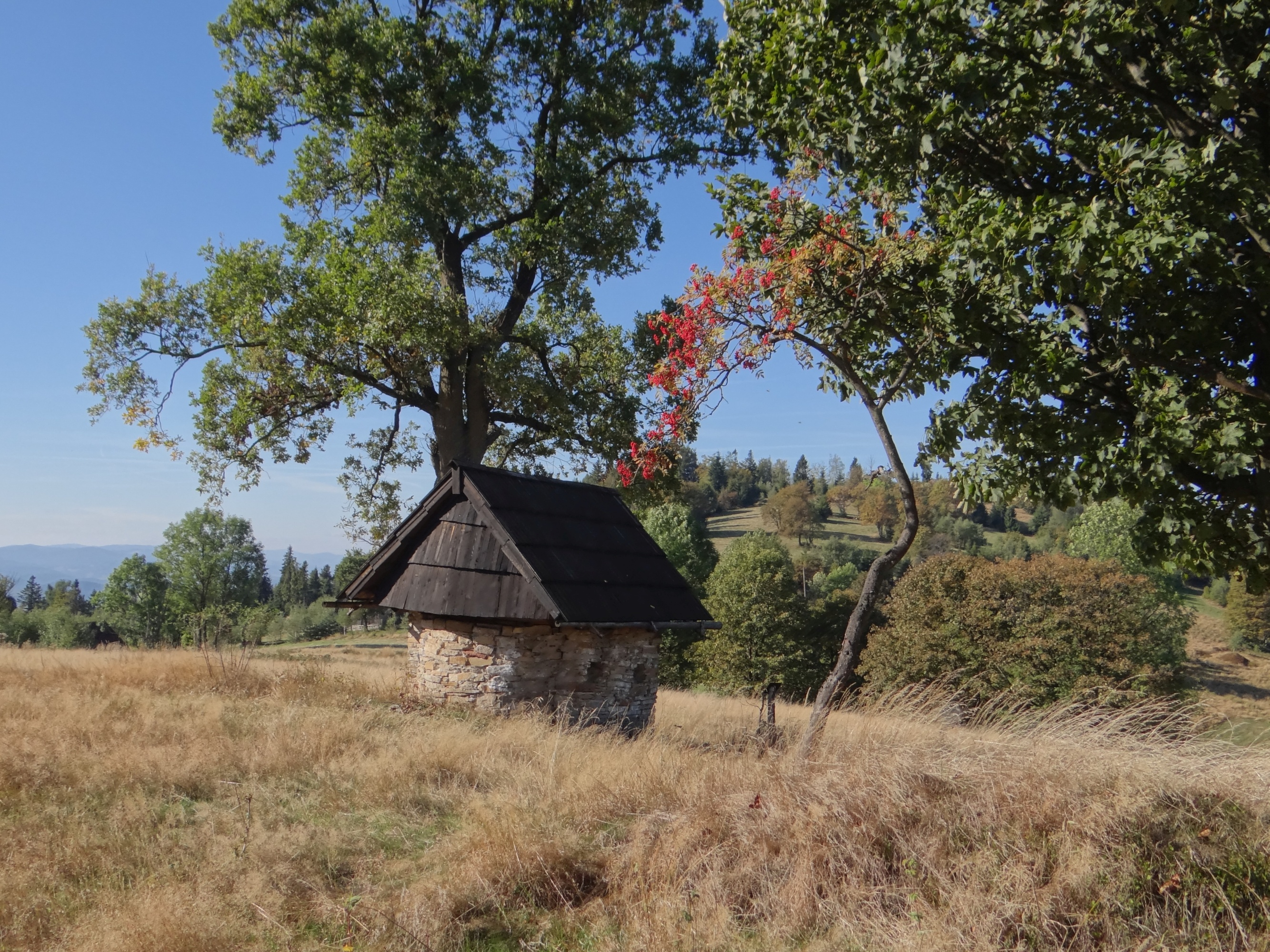
Polana Gibasy

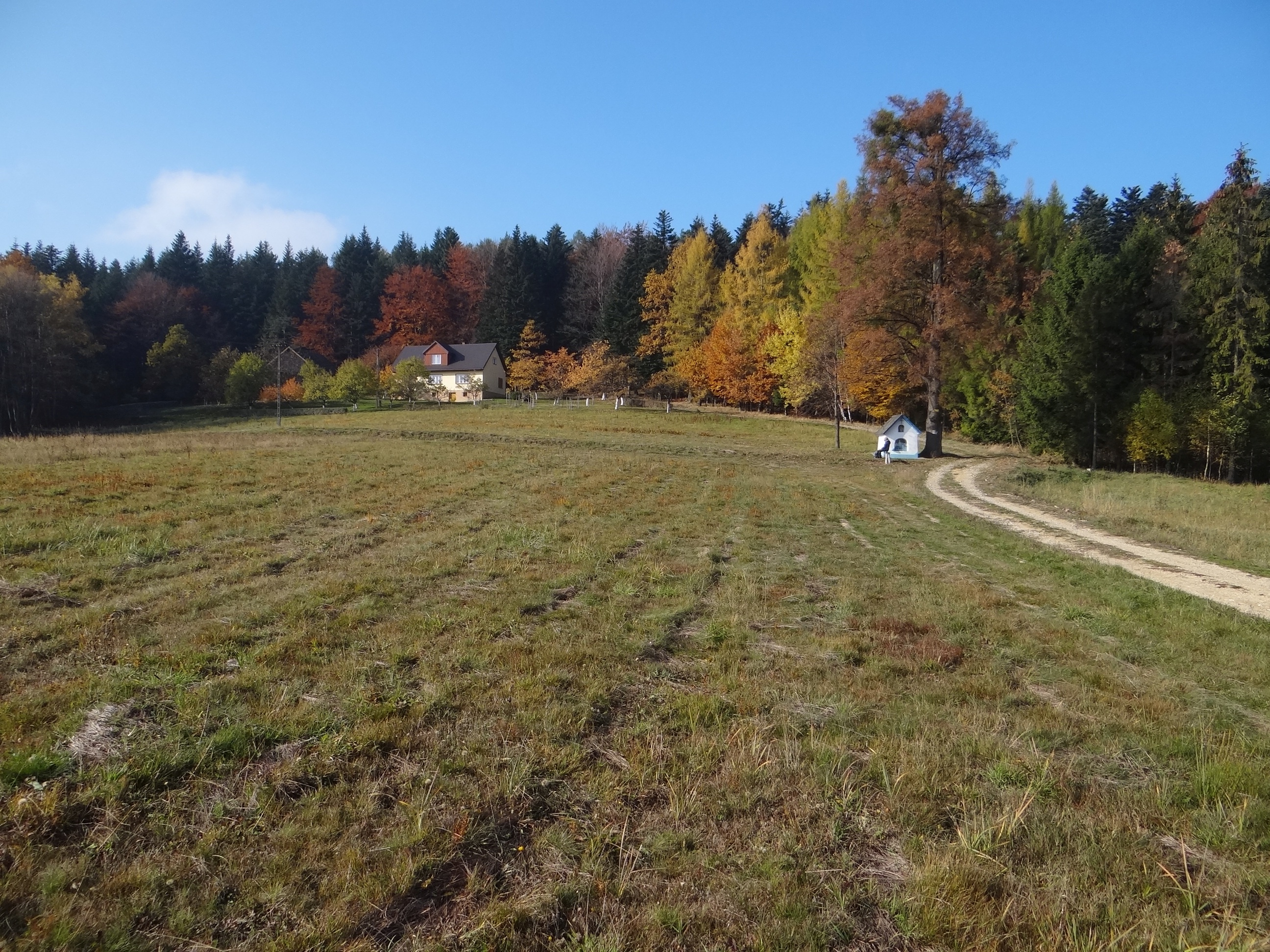
Polana Cyrchel

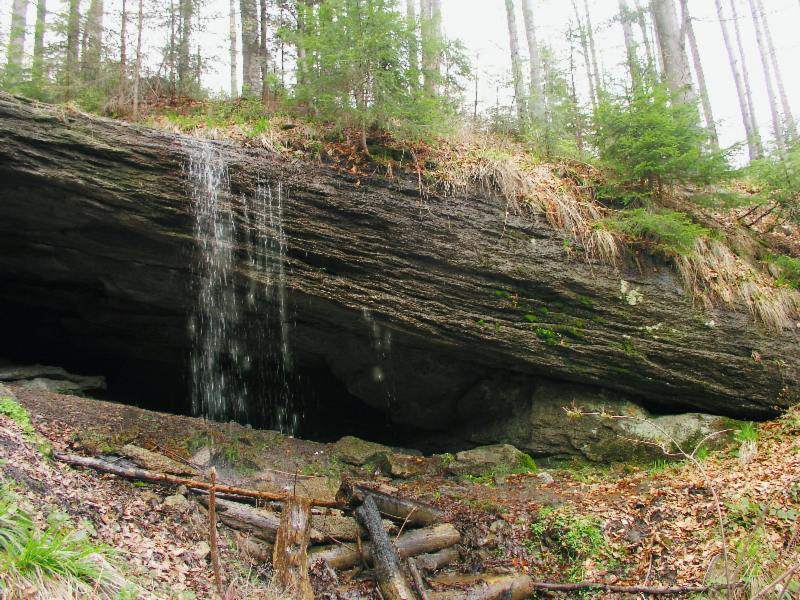
Jaskinia Komonieckiego

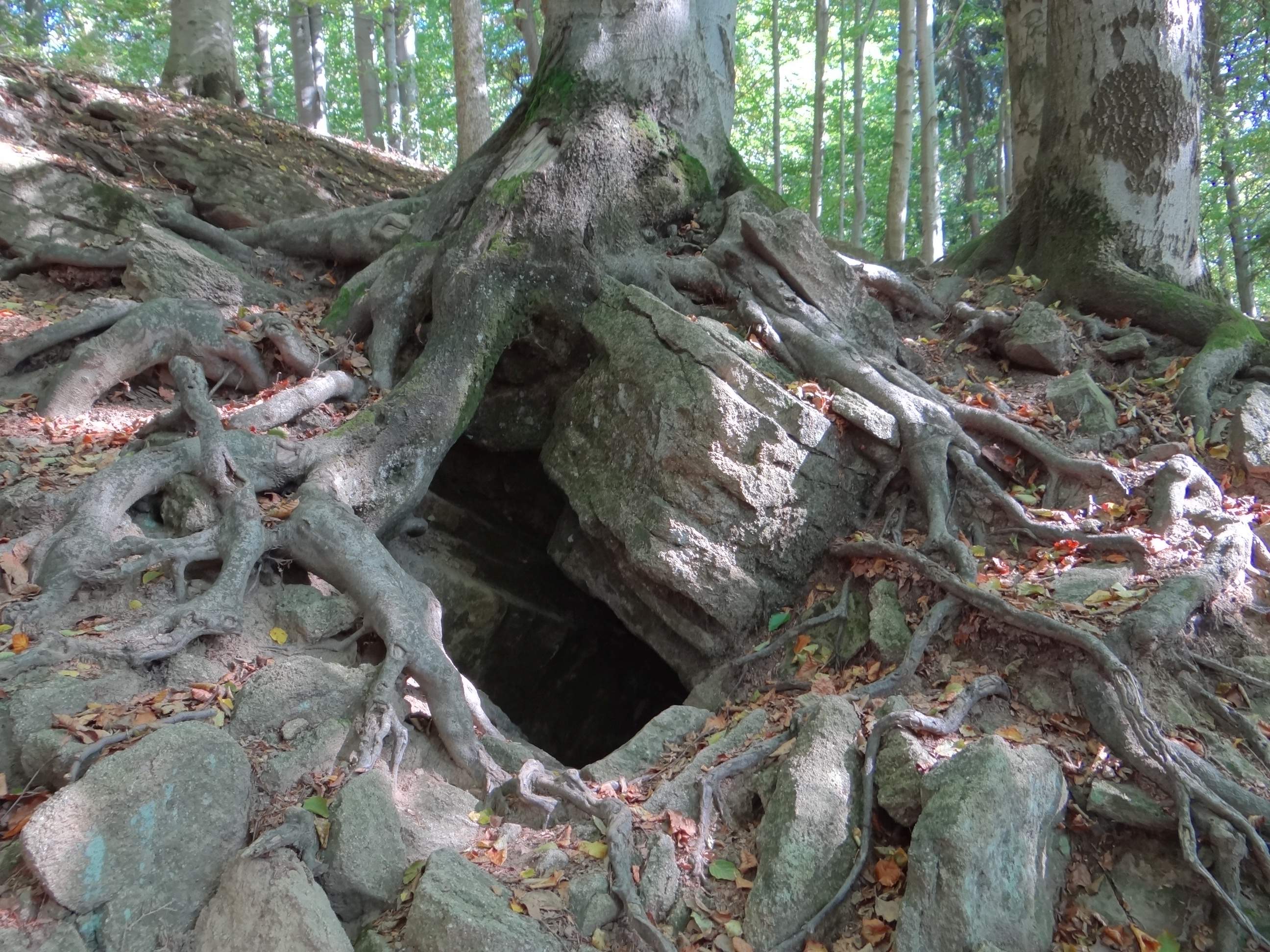
Otwór jednej z jaskiń w Czarnych Działach

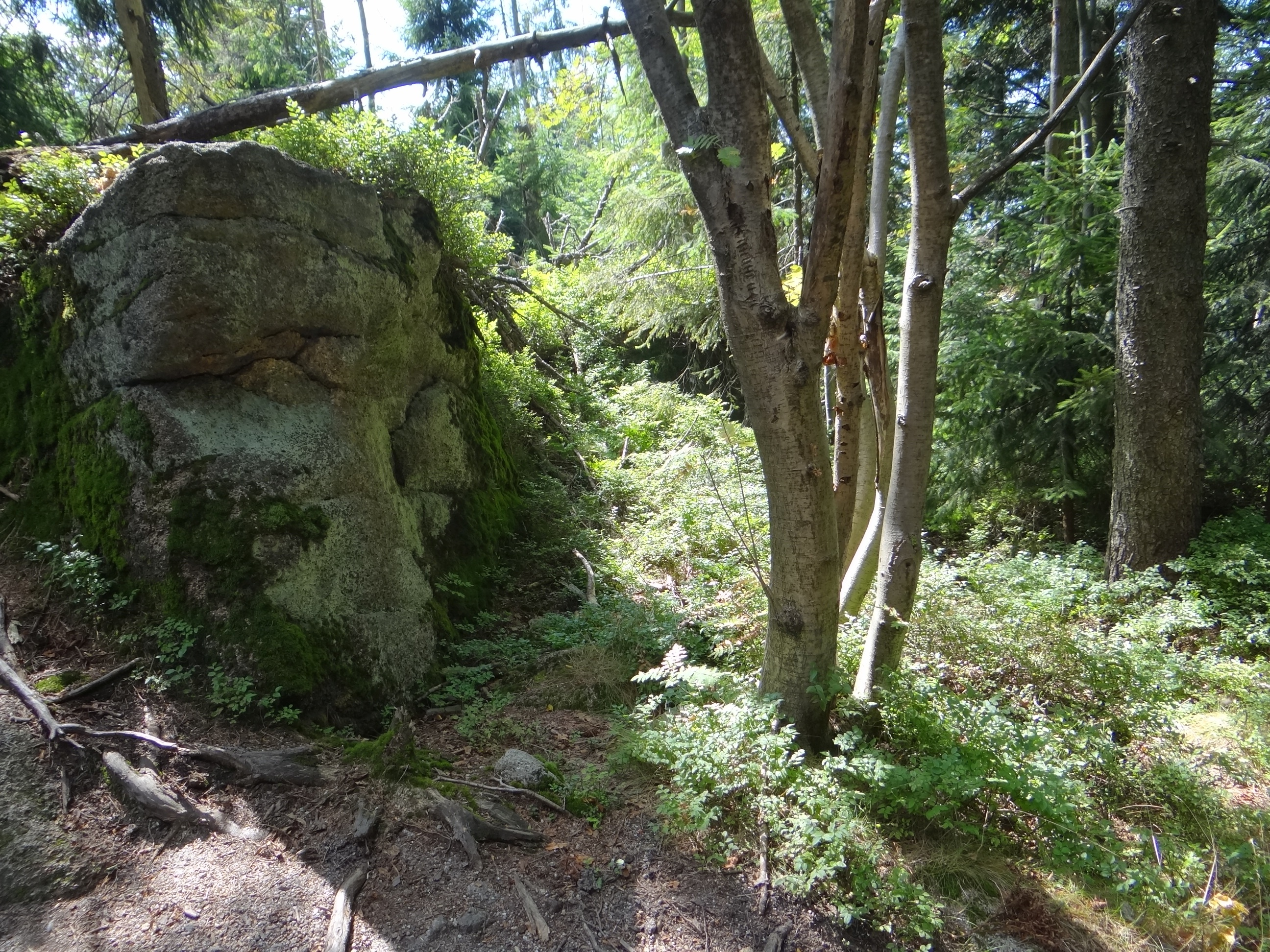
Rezerwat przyrody Madohora

Beskid Mały (513.47) – pasmo górskie w Polsce, stanowiące część Beskidów Zachodnich. Ma długość ok. 35 km i szerokość 10–15 km. Pasmo graniczy z Bramą Wilkowicką, Beskidem Makowskim, Kotliną Żywiecką, Pogórzem Wielickim, Pogórzem Śląskim, Pasmami Pewelsko-Krzeszowskimi i Beskidem Żywieckim. Jest to niewielkie powierzchniowo (stąd jego nazwa), ale zwarte pasmo górskie. Najwyższym szczytem jest Czupel (931 m).

## Topografia
Beskid Mały ma średnią wysokość około 800 m n.p.m., długość 35 km i szerokość około 12 km.
Granice regionu
Według regionalizacji Polski opracowanej przez Jerzego Kondrackiego Beskid Mały sąsiaduje:
- na zachodzie – poprzez Bramę Wilkowicką i dolinę rzeki Białej z Beskidem Śląskim.;
- na północy – z Pogórzem Śląskim i Pogórzem Wielickim;
- na wschodzie – z Beskidem Makowskim, od którego oddziela go Skawa, ale tylko do ujścia Łękawki. Położona na prawym brzegu Skawy grupa Jaroszowickiej Góry i Wierzchowiny należy do Beskidu Małego;
- na południu – z Kotliną Żywiecką i Beskidem Makowskim, od którego oddzielają go Kocońka, Lachówka i Stryszawka[5].

Przełom rzeki Soły dzieli Beskid Mały na część zachodnią (Grupa Magurki Wilkowickiej) i wschodnią (tzw. Beskid Andrychowski) lub Góry Zasolskie
. W części wschodniej wyróżnia się jeszcze: Pasmo Bliźniaków, Grupę Kocierza, Pasmo Łamanej Skały, Masyw Leskowca i Grupę Żurawnicy.
Wyższe szczyty
- część zachodnia (grupa Magurki Wilkowickiej): Czupel (931 m), Magurka Wilkowicka (910 m), Groniczki (833 m), Chrobacza Łąka (828 m), Gaiki (817 m), Łysa Góra (656 m)
- część wschodnia: Łamana Skała (929 m), Leskowiec (918 m), Gibasów Wierch (893 m), Smrekowica (889 m), Potrójna (887 m), Groń Jana Pawła II (885 m), Kocierz (884 m), Na Beskidzie (863 m), Jaworzyna (861 m), Wielka Cisowa Grapa (853 m), Góra Potrójna (848 m), Jawornica (831 m), Kiczora (827 m), Beskid (826 m), Magurka Ponikiewska (819 m), Gancarz (798 m), Bukowski Groń (767 m).

## Hydrografia
Beskid Mały znajduje się w dorzeczu Wisły, a dokładniej jej trzech dopływów – rzek Biała, Soła i Skawa. Wyróżnia się między nimi dwa działy wodne:
- między Białą i Sołą – od Bramy Wilkowickiej przez grzbiet Magurki Wilkowickiej, Czupla, Sokołówki, przełęcz Przegibek, Gaiki i Kopiec Lipnicki do Krzemionek
- między Sołą i Skawą – od przełęczy Przydawki na północ przez Pietrasową, Gibasów Wierch, Łamaną Skałę, Potrójną (887 m), Przełęcz Kocierską, Wielką Bukową, Porębski Groń i Złotą Górę do Andrychowa[9].

Soła dokonała przełomu przez Beskid Mały dzieląc go na część zachodnią i wschodnią. Przełom ten powstał podczas jednego z okresów międzylodowcowych w plejstocenie, w wyniku erozji wstecznej prawobrzeżnego dopływu Wisły, który wypływał niegdyś w okolicy Porąbki. Dawniej Soła płynęła przez Bramę Wilkowicką, świadczą o tym znajdujące się na jej obszarze pokłady żwiru. Są one starsze, niż pokłady żwiru w obecnym korycie Soły. Obecne koryto rzeczne Soły charakteryzuje się ogromnymi wahaniami poziomu przepływu. Sięgają one od 1 m³/s do niemal 1400 m³/s. Podczas wiosennych roztopów śniegu lub po większych opadach powstawały ogromne powodzie. Aby im zapobiec wybudowano na Sole trzy zapory wodne, przed którymi powstały trzy sztuczne zbiorniki wodne: Jezioro Żywieckie, Jezioro Międzybrodzkie i Jezioro Czanieckie. Jest to tzw. Kaskada Soły, która zapobiega powodziom. Spiętrzone w zbiornikach wody Soły napędzają ponadto elektrownie wodne oraz są wykorzystywane do zaopatrywania pobliskich miast w wodę. Na górze Żar jest jeszcze jeden sztuczny zbiornik wodny wykorzystywany przez szczytowo-pompową elektrownię Porąbka-Żar.
Sztuczny zbiornik wodny powstał również na Skawie. Jego budowę rozpoczęto w roku 1986. W trakcie budowy funkcjonował pod nazwą „Zbiornik Świnna Poręba”. W 2015 r. formalnie oddano do użytku zaporę, a ostateczne napełnianie zbiornika, od 2019 r. występującego oficjalnie jako Jezioro Mucharskie, rozpoczęto wiosną 2020 r.
.
Źródła mineralne występują tylko w nieznacznych ilościach. Na stokach Złotej Góry jest źródło siarczanowe. Wiele jest natomiast zwykłych źródeł. Największe z nich to Zimna Woda na wschodnich stokach Smrekowicy. Według miejscowej ludności niektóre z tych źródeł mają cudowne własności lecznicze i zazwyczaj stoją przy nich kapliczki. Oprócz Zimnej Wody jest to np. źródło na przełęczy U Panienki, źródło pod Bujakowskim Groniem, źródło przy sanktuarium Jasna Górka w Ślemieniu. Jedynym większym wodospadem jest Dusiołek na potoku Dusica nad Krzeszowem.

## Geologia i rzeźba terenu
Beskid Mały geologicznie jest jednorodny z Beskidem Śląskim. Zbudowany jest z trzech jednostek tektonicznych: płaszczowiny podśląskiej, śląskiej i magurskiej. Płaszczowina podśląska występuje na północy Beskidu (ciągnie się od Kóz w rejony Andrychowa) i w Kotlinie Żywieckiej. Wyróżnia się w niej jeszcze dwie podjednostki; płaszczowiną godulską i cieszyńską. Zbudowany jest z niej sam trzon Beskidu Małego. Na niej, nieco bardziej na południe nasunięta jest płaszczowina śląska, zaś płaszczowina magurska znajduje się w części południowej i wschodniej.
Beskid Mały zbudowany jest w 95% z piaskowców płaszczowiny śląskiej. Ewenementem geologicznym są Skałki Andrychowskie – są to tzw. porwaki, będące najstarszymi skałami w tym rejonie. Na grzbietach występują liczne wychodnie skalne zbudowane z bardziej odpornych na wietrzenie piaskowców i zlepieńców istebniańskich. Spotykamy je na grzbiecie Magurki Wilkowickiej, Czupla, Żaru, Kiczery, Jaworzyny i Kościelca, Roczenki, Kiczory, Łamanej Skały, Smrekowicy i Kamienia. Najbardziej charakterystyczne z nich to: Kozie Skały na Żurawnicy, Wędrujące Kamienie na Smrekowicy, Zamczysko na Łysinie, Zbójeckie Okno na Beskidzie, Znalezisko na Łamanej Skale, mur skalny na Kamieniu.
Beskid Mały ma urozmaiconą rzeźbę terenu, główny grzbiet i jego odnogi głęboko wcinają się w doliny rzeczne, zbocza są strome (czasem przekraczają nachylenie 30 stopni), deniwelacje przekraczają 500 m. Występują małe jaskinie, schrony, baszty i ostańce skalne. Na stromych stokach występują typowe dla Karpat osuwiska. Jednym z nich jest Osuwisko w Czarnych Działach.

## Klimat
Klimat właściwy strefie górskiej, w dużej mierze zależący od wysokości danego miejsca n.p.m. Tereny położone na wysokości do 700 m n.p.m. mają klimat umiarkowany ciepły o średniej rocznej temperaturze od +6 °C do +8 °C, te położone wyżej – klimat umiarkowany zimny o średniej rocznej temperaturze od +4 °C do +6 °C. Najwyższą (do 2014 r.) temperaturę zanotowano we wrześniu 1965 r. w Porąbce – 37,9 °C. Długość okresu wegetacyjnego waha się od 170 do 220 dni w roku i w dużym stopniu zależy od wysokości: czym wyżej tym krótszy okres wegetacyjny. Zależy także od położenia: na stokach północnych jest krótszy, niż na południowych.
Średnia roczna ilość opadów wynosi 800–1400 mm i jest dużo niższa, niż w sąsiednim Beskidzie Sląskim – wynika to z faktu, że szczyty Beskidu Małego są dużo niższe. Częste jest zjawisko inwersji temperatur. Mgła występuje przez 50–100 dni w roku i częściej nad zbiornikami wodnymi i po północnej stronie pasma. Przewaga wiatrów zachodnich i północno-zachodnich. Od południa dociera czasami ciepły wiatr halny, podczas którego przejrzystość powietrza jest bardzo dobra. Wieje zazwyczaj trzy dni, po czym następuje załamanie pogody i następują opady deszczu.
Zimy w górach są nieco łagodniejsze niż na nizinach, ale pokrywa śnieżna zalega dłużej – od 65 do 140 dni. W wyższych partiach śnieg pojawia się już pod koniec listopada, a topnieje zazwyczaj z początkiem kwietnia. Najbardziej obfite opady śniegu mają miejsce na przełomie lutego i marca. Grubość śniegu rzadko przekracza 50 cm.

## Jaskinie
Budowa podłoża (pofałdowany flisz karpacki) powoduje, że występują osuwiska i jaskinie. Są to jaskinie dylatacyjne, mające postać pustych przestworów i szczelin powstałych w wyniku osunięć stoków. Występują zwykle w rejonie zawalisk i złomisk. Często posiadają ciasne zaciski. Do tej pory w Beskidzie Małym opisano około 50 jaskiń. Cała ich grupa znajduje się np. w Czarnych Działach. Największa jest Jaskinia Dziurawa w nieczynnym już kamieniołomie w Tarnawskiej Górze. Ma 160 m długości i 8,5 m głębokości. Drugą co do długości jest Jaskinia w Straconce (135 m długości, 17 m deniwelacji), trzecią Jaskinia Czarne Działy Trzecia (120 m długości, 9 m deniwelacji). Miejscowej ludności dawno znana była Jaskinia Komonieckiego w dolinie potoku Dusica. Inne znane jaskinie to: Wietrzna Dziura w Magurce, Jaskinia Lodowa w Zamczysku i jaskinie w Czarnych Działach.
Samodzielne zwiedzanie jaskiń Beskidu Małego jest niebezpieczne. Są one bowiem zwykle niestabilne, grożące obsunięciem kamieni, ponadto grozi utknięcie w ciasnych zaciskach lub upadek z pionowych studni. Można jednak skorzystać z pomocy doświadczonych speleologów z Klubu Speleologów w Bielsku-Białej.

## Przyroda
W wyniku działalności człowieka przyroda została silnie przekształcona. Obszary leśne to obszary typu dolnoreglowego. Wyjątkiem są szczytowe partie Łamanej Skały, gdzie występuje naturalny, porośnięty świerkiem regiel górny. Przyczyną jest bardzo tutaj skaliste i ubogie w glebę podłoże. Dawniej przeważały lasy bukowe, zniszczone zostały jednak na skutek wypalań i wyrębów. Obecnie jest to las wtórny, w którym przeważają zespoły świerkowo-bukowo-jodłowe. Pozostałości pierwotnej buczyny ostały się jeszcze w niektórych miejscach, głównie w obrębie rezerwatów przyrody.
Świat zwierząt Beskidu Małego jest stosunkowo skromny. Związane jest to z niewielką powierzchnią oraz wysoko sięgającym od dawna, rozproszonym osadnictwem przy dużym stopniu penetracji jego terenów przez ludzi. Gruba zwierzyna wyginęła tu krótko po połowie XIX w. W 1924 r. notował Kazimierz Sosnowski: Starzy ludzie pamiętają jeszcze dziewiczą puszczę Wysoki Las i Upłaz na rozdziale między doliną Kocierską a Wielką Puszczą, pamiętają ostatnie walki z rodzimemi wilkami i niedźwiedziami. Ostatniego niedźwiedzia w Beskidzie Małym zabił leśniczy dóbr zatorskich, Drapella, ok. 1870 r. O napadach wilków wspominali ludzie w Rzykach jeszcze na początku XX w. W tym samym czasie w dolinie Wielkiej Puszczy dość licznie występował jeszcze ryś. Przed I wojną światową prawie wytępiono tu dziki, wyrządzające znaczne szkody w wiejskich uprawach, za co zarządy poszczególnych dóbr musiały płacić chłopom odszkodowania.
Obecnie obszary dostępne dla zwierząt powiększają się z powodu zarastania lasem dawnych gospodarstw rolnych, ochrony przyrody i zmniejszonego zanieczyszczenia środowiska. Stopniowo powracają do rejonu większe drapieżniki (wilk i ryś), a czasem pojawia się niedźwiedź. Żyją tu duże ilości zwierzyny płowej, dzików i innych ssaków. Z rzadszych płazów występuje salamandra plamista. Do rejonów o najbogatszej faunie należą rezerwaty.
Na terenie Beskidu Małego znajduje się Park Krajobrazowy Beskidu Małego, obszar Natura 2000 oraz trzy rezerwaty przyrody: Madohora, Szeroka i Zasolnica. Projektowane są także następne rezerwaty: na Żurawnicy, Łysinie, Leskowcu i w dolinie potoku Dusica. Istnieje kilka stanowisk dokumentacyjnych: odcinek potoku Rzyczanka, wychodnie czarnych łupków w korycie Wieprzówki i Zamczysko na Łysinie. Jako pomniki przyrody chronione są liczne drzewa i parki. Zagrożeniem dla regionu są zanieczyszczone masy powietrza przynoszone przez zachodnie wiatry z uprzemysłowionego Górnego Śląska.

## Turystyka
Inicjator turystyki w polskich Beskidach, Kazimierz Sosnowski, tak pisał o Beskidzie Małym: ... to dziecko piękne, miłe, powabne i zajmujące, w dobra przyrodzone uposażone, uwagi, poznania i miłości godne, którego jedynym defektem, ściągającym nań niechęć niesłuszną, jest to, że jest niższe wzrostem od innej braci beskidzkiej. Dla turystów jest to obszar łatwo dostępny, z wszystkich stron otoczony dobrymi drogami. Posiada gęstą sieć szlaków turystyki pieszej, narciarskiej i rowerowej, w górach noclegi zapewnia kilka schronisk górskich, chatki studenckie oraz gospodarstwa agroturystyczne. W tym regionie urodził się i wychował Jan Paweł II, który w młodości wielokrotnie chodził po górskich szlakach tego Beskidu. Z regionem tym związany jest także Emil Zegadłowicz.
Zabytki
W rejonie Beskidu Małego jest wiele zabytków sztuki, architektury i kultury materialnej. Są to dzwonnice loretańskie, stare chałupy, zabytkowe figurki, kapliczki, krzyże i niespotykane gdzie indziej kamienne szałasy. W górach zabytków tych jest niewiele, większość znajduje się w dolinach. Z kościołów najstarszy jest pochodzący z XII wieku kościół św. Stanisława w Starym Bielsku. Zabytkowe drewniane kościoły znajdują się w Mikluszowicach, Łodygowicach. W Suchej Beskidzkiej znajduje się renesansowy Zamek Komorowskich i drewniana, pochodząca z XVIII wieku karczma „Rzym”.
Schroniska turystyczne
| Schronisko turystyczne                    | Wysokość [m n.p.m.]} | zdjęcie |
| Schronisko PTTK na Magurce Wilkowickiej   | 908 m                |         |
| Schronisko PTTK Leskowiec                 | 857 m                |         |
| Schronisko Turystyczne „Rogacz”           | 688 m                |         |
| Chatka pod Potrójną                       | 787 m                |         |
| Schronisko turystyczne na Chrobaczej Łące | 812 m                |         |
| Chatka na Trzonce                         | 667 m                |         |
| Chatka Gibasówka                          | 806 m                |         |

## Piesze szlaki turystyczne
Mały Szlak Beskidzki: Bielsko-Biała Straconka – Gaiki – Groniczki – przełęcz U Panienki – Hrobacza Łąka – Międzybrodzie Bialskie – Żar – Kiczora – Szeroka Przełęcz – Przełęcz Kocierska – Potrójna – Łamana Skała – Leskowiec – Groń Jana Pawła II – Krzeszów – Żmijowa – Zembrzyce
 Bielsko-Biała Straconka – Przełęcz Łysa – Magurka Wilkowicka – Międzybrodzie Bialskie
 Bielsko-Biała Straconka – Magurka Wilkowicka – Wilkowice dw. PKP
 Bielsko-Biała Straconka – przełęcz Przegibek
 Bielsko-Biała Mikuszowice – Przełęcz Łysa – Magurka Wilkowicka – Schronisko „Rogacz” – Bielsko-Biała Mikuszowice st. PKP
 Bielsko-Biała Mikuszowice „Stalownik” – Przełęcz Łysa
 Bielsko-Biała Lipnik Górny – Gaiki – przełęcz Przegibek – Magurka Wilkowicka – Czupel – Czernichów – Tresna – Kościelec – Szeroka Przełęcz
 Międzybrodzie Bialskie – skrzyżowanie ze szlakiem niebieskim pod Czuplem – Łodygowice
 Tresna – Solisko – dojście do szlaku czerwonego jw.
 Bielsko-Biała Lipnik Górny – przełęcz U Panienki
 Kozy dw. PKP – przełęcz U Panienki – Chrobacza Łąka – Żarnówka Mała
 Kozy dw. PKP – Żarnówka Mała
 Gaiki (węzeł szlaków) – Porąbka – Przełęcz Bujakowska – Przełęcz Targanicka – Przełęcz Kocierska – Kocierz Rychwałdzki – Kucówki – Gibasy – Smrekowica – Krzeszów – Żurawnica – Lipska Góra – Sucha Beskidzka dw. PKP
 Przełęcz Bukowska – Porębski Groń – Złota Góra – Targanice – Jawornica – Potrójna – Łamana Skała – Rzyki-Praciaki
 Rzyki-Praciaki – Czarny Groń – Potrójna
 Rzyki-Jagódki – Schronisko PTTK Leskowiec
 Świnna Poręba – Magurka Ponikiewska – Schronisko PTTK Leskowiec – Przełęcz pod Gancarzem – Gancarz – Narożnik – Wapienica – Przełęcz Biadasowska – Czuby – Andrychów
 Inwałd st. kol. – Przełęcz Biadasowska – Zagórnik – Rzyki
 Inwałd – Kokocznik – Bliźniaki – Przełęcz Czesława Panczakiewicza – Łysa Góra – Iłowiec – Gorzeń Górny
 Wadowice – Przełęcz Czesława Panczakiewicza – Ponikiew – Schronisko PTTK Leskowiec – Makowa Góra – Tarnawa Górna
 Śleszowice – dojście do szlaku niebieskiego jw.
 Krzeszów – Gronik – Targoszów – Schronisko PTTK Leskowiec – Magurka Ponikiewska – Główniak – Skalnica – Gorzeń Górny-Czartak (przyst. aut.)
 rozdroże pod Łamaną Skałą – Mlada Hora – Czarny Dział – Przydawki – Ślemień – Gachowizna – Hucisko
 Żywiec Oczków – Stary Groń – Kościelec